# Hirtsiefen
Hirtsiefen war ein Ortsteil der Gemeinde Much im nordrhein-westfälischen Rhein-Sieg-Kreis. Die urkundliche Ersterwähnung fand 1644 statt. Heute gehört er mit Söntgerath zu Kranüchel.

## Lage
Hiertsiefen liegt auf den Hängen des Bergischen Landes. Nachbarorte sind Kranüchel im Norden, Feld im Südosten, Hardt im Süden und Oberdorf im Osten. 

## Einwohner
1901 hatte der Weiler 87 Einwohner. Hier lebten die Haushalte Ackerer Wilhelm Altmann, Ackerer J. J. Eimermacher, Kleinhändler H. W. Knipp, Näherin Gertrud Neu, Ackerin Witwe Joh. Peter, zwei Ackerer Peter Pütz, Ackerin Anna Catharina Stommel und Ackerin Gertrud Stommel.